# Свети Петър (площад)
Вижте пояснителната страница за други значения на Свети Петър.
Площадът „Свети Петър“ (на италиански: Piazza San Pietro) е разположен непосредствено пред едноименната базилика „Св. Петър“ във Ватикана.
Свободното пространство пред базиликата е проектирано от Джовани Лоренцо Бернини и е оформено от 1656 до 1667 г. под ръководството на папа Александър VII.
През 1930 г. на Мусолини павира площ в центъра на Рим, на широка улица на помирението (Виа делла Кончилиационе).
Площадът е ограден от колонада, проектирана от Бернини, полукръгла, тоскански ред. В средата има египетски обелиск, докаран до Рим от император Калигула. Това е единственият обелиск в Рим, който стои непокътнат до епохата на Ренесанса. Средновековните римляни са вярвали, че в метална купа на върха на обелиска се съхранява пепелта на Юлий Цезар. Обелискът на тротоара раздяла лъчи на травертин, подредени така, че обелискът служи като гномон.
Всяка година площадът привлича милион културни туристи за поклонение. Тълпи от вярващи се събират на площада да слушат папата.